# Église Saint-François de Cochin
Modèle:Voir églises
L’église Saint-François est un édifice religieux anglican de l'Église de l'Inde du Sud sis à Cochin (ou Kochi) au Kerala, en Inde du Sud. Construite comme église catholique par les portugais en 1503 l’église est le plus ancien lieu de culte européen en Inde. Elle passe entre les mains des Hollandais en 1663 qui la remettent à la Communion anglicane en 1804. D’abord consacrée à saint Antoine elle est dédiée à saint François par les Anglicans au XIXe siècle. L’église est monument protégé depuis 1923.

## Histoire
L’explorateur portugais Vasco de Gama, qui ouvrit la route maritime de l'Europe vers l'Inde, arrive à Kappad près de Kozhikode (Calicut), en Inde du sud, en 1498. Il est suivi par d’autres: Pedro Alvares Cabral et Afonso de Albuquerque qui conquiert Goa en 1510. Un fort est construit à Kochi avec la permission du Raja de Cochin. Et à l’intérieur de l’enceinte fortifiée : une église en bois, qui sera dédiée à saint Barthélemy. Ce quartier de la ville est aujourd’hui connu sous le nom de Fort Kochi.
Vasco de Gama a d'abord été enterré dans l'église de Saint-François de Cochin. Ses restes seront ramenés au Portugal par un de ses fils en 1539. Il ne reste plus dans l'église que son cénotaphe.